# 二俣事件
二俣事件（ふたまたじけん）とは、1950年（昭和25年）1月6日に当時の静岡県磐田郡二俣町（現在の浜松市天竜区二俣町）で一家4人が殺害された事件である。強盗殺人罪で逮捕・起訴された被告人の少年（事件当時18歳）が第一審（静岡地裁）・控訴審（東京高裁）とも死刑判決を受けたが、最高裁が審理を破棄差戻し、後に静岡地裁・東京高裁とも被告人に無罪判決を言い渡し、無罪が確定した。
同じ静岡県内で起きた袴田事件と並ぶ冤罪事件の一つとして知られる。この事件では、当時静岡県警察の警部補であり、多くの冤罪を作った紅林麻雄による拷問での尋問と自白強要、これに基づく供述調書作成などが、同僚警官の告発書により明らかとなった。

## 事件・捜査の概要
1950年1月6日、当時の静岡県磐田郡二俣町（現在の浜松市天竜区二俣町）で、就寝中の父親（当時46歳）、母親（当時33歳）、長女（当時2歳）、次女（当時生後11か月）の4人が殺害された。父親と母親の夫妻は鋭利な刃物で多数の部位を刺傷した出血による刺殺、長女は扼殺、次女は母親の遺体の下で窒息死した。被害者宅の時計は針が11時2分を指した状態で破損し、被害者の血痕がついた犯人の指と推測される指紋が付着していた。建物周辺には被害者一家の靴と合致しない27cmの靴跡痕があり、犯行に使用した刃物と被害者の血痕が付着した手袋が発見された。犯行現場には血痕がついた新聞が残されており、犯人は殺害した後に新聞を読んでいた可能性がある。同じ部屋にいた長男（当時10歳）・次男（当時8歳）・三男（当時5歳）と、隣の部屋にいた祖母（当時87歳）は無事で、朝に起きて殺人に気づいたという。
1950年2月23日、警察は近所の住人である少年（当時18歳）を犯行当時の所在が不明であるという、犯行の証明にならない推測を理由にして本件殺人の被疑者と推測し、窃盗被疑事件で別件逮捕した。警察は自白の強要と拷問を行って、少年が4人を殺害したとの虚偽の供述調書を作成し、その旨を報道機関に公表した。なお、この供述調書において、殺害現場の柱時計は23時に止まっており、犯行時間が23時の場合はアリバイがあることになるが、警察は、少年が推理小説マニアで、止まった時計の針を回してアリバイを作るという偽装工作が出てくるミステリ映画『パレットナイフの殺人』を見ており、近くで当該作品が上映されていることなどの傍証を積み上げてアリバイを否定した。1950年3月12日、検察は少年を強盗殺人の罪で起訴した。
少年を尋問した紅林麻雄警部補は拷問による尋問、自白の強要によって得られた供述調書の作成を以前から行っており、1948年の幸浦事件、1950年の小島事件でも冤罪事件を発生させている。また1966年の袴田事件においても拷問まがいの取り調べによる自白強要、警察が創ったストーリーに合致するように証拠や証言をつくり自白を裏付ける、同様の手法がとられた。
本事件を捜査していた山崎兵八刑事は読売新聞社に対して、紅林警部補が行った拷問による尋問、自白の強要、自己の先入観に合致させた供述調書の捏造を告発した。法廷では弁護側証人として紅林が本件において前記のような捜査手法を使ったこと、また紅林がそのような手法の常習者でありること、さらには県警の組織自体が拷問による自白強要を容認または放置する傾向があると証言した。県警は拷問を告発した山崎刑事を偽証罪で逮捕し、検察は精神鑑定（名古屋大学医学部の乾憲男教授による。山崎兵八は脊髄液を採取された）で「妄想性痴呆症」の結果が出た（精神鑑定は60日にも及んだ上、「（精神鑑定時に）医師から変な薬を注射されたと言っていた。夢に出るのか、死ぬまでうなされていた」と山崎氏の次男が証言している為、そのような鑑定結果が出るよう、静岡県警が違法な薬物注射を行っていた疑いが持たれている）ことにより山崎刑事を不起訴処分にして、警察は山崎刑事を懲戒免職処分にした。
少年の無実の根拠、検察が主張する証拠の不証明は下記のとおりである。
- 被害者宅の破損した時計に付着していた、被害者の血痕が付いた犯人のものと推測される指紋は少年の指紋と合致しない。
- 少年の着衣・所持している衣服・その他の所持品から、被害者一家の血痕は検出されていない。
- 少年の足・靴のサイズは24cmであり、被害者宅の建物周辺で検出された、被害者一家の靴と合致せず犯人の靴跡と推測される27cmの靴跡痕とも合致しない。
- 被害者一家の殺害に使用された鋭利な刃物を少年が入手した証明が無い。
- 司法解剖の結果、4人の死亡推定時刻はいずれも23時前後であり（検察が主張する犯行時刻は21時）[注釈 5]。[3]、少年は23時頃には父の営む中華そば店の手伝いで麻雀店に出前に来たという麻雀店店主の証言がある[4]。
- 止まった時計の針を回してアリバイを作るという偽装工作については、当該の時計は短針が0時になったら長針が指す回数だけ音が鳴る振り子時計であるが、この時計の針だけを回すトリックを使うと短針が0時になった時に長針が指す位置と異なる回数の音が鳴ることになるが、時計を再度動かした際の実況見分では時計は短針分の正確な数の音を鳴らしたので、針を回すトリックは使われていない[5]。

## 裁判の経過・結果
裁判で少年は、捜査段階で警察官に拷問され、虚偽の供述をさせられたが、自分はこの事件にいかなる関与もしていない、無実であると主張した。裁判は下記のとおりの経過・結果になった。
- 1950年12月27日、静岡地方裁判所は少年に死刑判決を出した。少年側は無実・無罪を主張して控訴。
- 1951年9月29日、東京高等裁判所は控訴を棄却した。少年は無実・無罪を主張して上告。清瀬一郎が弁護人に。
- 1953年11月27日、最高裁判所は原判決を破棄。
- 1956年9月20日、静岡地裁は無罪判決を出した。検察は控訴。
- 1957年10月26日、東京高裁は控訴を棄却。検察は上告を断念し、元少年の無罪が確定した。

## その後
この事件では、少年の犯罪の証拠は上記の事件の犯行を認めた供述調書であり、事件への関与を証明する物証に乏しかった。またAが犯行日時に被害者宅と別の場所に所在したというアリバイがあったが、警察は無視した。
最終的に裁判では元少年は無罪判決は得たが、6年7か月にわたって身柄拘束され、無罪確定までの7年8ヶ月の被告人の立場にあった。
元少年は2008年10月、77歳で死去した。

## 真犯人
少年を犯人視して以降はそれ以外の捜査を行わなかったので、真犯人を探し出すことはできなかった。
なお、山崎元刑事が1997年に出した「現場刑事の告発－二俣事件の真相」では有力容疑者を名指ししている。その人物は幼児の行方が分からなかった段階で母親の下敷きになっていたことを示すなど犯行中に現場にいなければ口にしないであろう言葉を述べていること、被害者が死ぬことで利益を得る立場だったこと、紅林警部がその人物からお金をもらうところを紅林の部下から聞かされたなどの傍証が存在する。

## その他
- 逮捕された少年はオーストラリア出身の落語家快楽亭ブラック (初代)の直系子孫である[6]。